# Top Seed
Top Seed – trzeci album studyjny południowokoreańskiej grupy Infinite, wydany 8 stycznia 2018 roku przez wytwórnię Woollim Entertainment. Płytę promował singel „Tell Me”. Sprzedał się w nakładzie 81 703 egzemplarzy w Korei Południowej (stan na styczeń 2018 roku).

## Lista utworów
| CD  | CD                                                               | CD                      | CD                                                        | CD                                            | CD      |
| Nr  | Tytuł utworu                                                     | Tekst                   | Kompozycja                                                | Aranżacja                                     | Długość |
| --- | ---------------------------------------------------------------- | ----------------------- | --------------------------------------------------------- | --------------------------------------------- | ------- |
| 1.  | „Begin”                                                          | BLSSD                   | BLSSD                                                     | BLSSD                                         | 1:30    |
| 2.  | „Tell Me”                                                        | BLSSD                   | BLSSD                                                     | BLSSD                                         | 3:51    |
| 3.  | „Synchronise”                                                    | Moon Sulli              | Andreas Moe, Christian Fast, Ian Dench, Henrik Nordenback | Henrik Nordenback                             | 4:00    |
| 4.  | „No More”                                                        | Jeong Gu-hyun           | Jeong Gu-hyun                                             | Jeong Gu-hyun                                 | 3:22    |
| 5.  | „TGIF” (Dongwoo solo)                                            | GALLERY, Dongwoo        | GALLERY, Dongwoo                                          | GALLERY                                       | 3:22    |
| 6.  | „Gido (Metel-ui seulpeum)” (kor. 기도) (메텔의 슬픔), ang. Pray) | SWEETUNE                | SWEETUNE                                                  | SWEETUNE                                      | 3:24    |
| 7.  | „Wae nal” (kor. 왜 날, ang. Why Me)                              | SEION                   | SEION                                                     | SEION                                         | 5:14    |
| 8.  | „Bunda” (kor. 분다, ang. Wind)                                   | BLSSD, Razer (Rphabet)  | BLSSD, Razer (Rphabet)                                    | BLSSD, Razer (Rphabet)                        | 3:47    |
| 9.  | „I Hate”                                                         | Misfit, Ollounder, LEEZ | Ollounder, LEEZ                                           | Ollounder, LEEZ                               | 3:39    |
| 10. | „Jinan nal” (kor. 지난 날, ang. Reminisce) (L solo)              | L, Jeong Min-ji         | Kim Yong-sin, Kim Tae-sung, Gabriel Brunell Brande        | Kim Yong-sin                                  | 3:44    |
| 11. | „Gobaeg” (kor. 고백, ang. Love Song) (Sungjong solo)             | Misung                  | Jeong Gu-hyun                                             | Jeong Gu-hyun                                 | 3:12    |
| 12. | „Begin Again”                                                    | Jinli (Full8loom)       | Face of Glory (Full8loom), Jinli (Full8loom)              | Face of Glory (Full8loom), Jake K (Full8loom) | 3:32    |

## Notowania
| Lista                    | Pozycja |
| ------------------------ | ------- |
| Gaon Weekly Album Chart  | 1       |
| Gaon Monthly Album Chart | 4       |
| Five Music (Tajwan)      | 1       |